# 费尔南多·格兰德-马拉斯卡
费尔南多·格兰德-马拉斯卡·戈麦斯（西班牙語：Fernando Grande-Marlaska Gómez，1962年7月26日—）是西班牙裁判官，2018年6月被任命为桑切斯内阁的内政大臣。

## 生平

### 早年
1962年7月26日出生于比斯开省毕尔巴鄂，父亲是当地警察局的官员。毕业后想去布吕赫学习欧盟法，但没有获得奖学金，只好进入一家公司工作。没过多久发现工作不适合自己，便开始准备司法公务人员录用考试。
1987年正式进入司法职业生涯，开始在坎塔布里亚桑托尼亚市法院工作，负责一审判决和审讯事务，曾参与乌尔基霍侯爵夫妇暗杀事件中对嫌疑人拉斐尔·埃斯科维多自杀的调查。1990年来到毕尔巴鄂第二法院，作为裁判官工作了九年，期间通过了一些有争议的审判，受到了警察工会和恐怖主义受害者协会的批评。1999年，他被任命为比斯开省级法院刑事法庭第六区首席法官。
2003年，他搬到马德里，担任马德里第三十六审理和调查法院法官。

### 国家法院法官
2004年被调到西班牙国家法院第五审理和调查中央法庭，担任巴爾塔薩·加爾松的替代法官。2006年6月30日加尔松返回岗位后，他被暂时调到国家法院第一刑事法庭。随后他作为独立候选人，参与2006年度司法权总委员会选举，但未能当选。
2007年取代特蕾莎·帕拉西奥斯成为国家法院第三审理和调查中央法庭首席法官。在职期间，他审理了2003年发生的烏克蘭地中海航空4230號班機空難责任事故。该事故造成62名西班牙驻阿富汗维和人员在土耳其丧生，是和平时期西班牙武装部队遭受的巨大灾难。2007年6月1日，他宣布判决，认为责任在于乌克兰机组人员，而西班牙国防部不承担责任。然而在2008年1月22日，刑事法庭第四部门一致撤销了该判决，迫使他重新开始对遇难者尸体鉴定的调查，并听取了前国防部长费德里科·特里略和何塞·博诺的证词。5月20日，他宣布了重审结果，指控五名西班牙高级军事官员，包括国防部参谋长安东尼奥·莫雷诺，犯有62项严重疏忽罪。
2012年3月，他接替哈维尔·戈麦斯·贝穆德斯成为国家法院刑事法庭庭长。2013年11月29日，根据參議院人民党议员的提议，他成功当选司法权总委员会成员。

### 内政大臣
在2018年西班牙政府不信任案公决后，人民党主席马里亚诺·拉霍伊被迫辞职，工人社会党总书记佩德羅·桑切斯成为新任西班牙首相。在新一届内阁中，他被任命为内政大臣。6月7日出席了萨苏埃拉宫就职仪式。
上任后他曾表示，希望在未来拆除萨帕特罗政府于2005年在休达和梅利利亚两块飞地与摩洛哥边界修建的铁丝网，对难民持“欢迎”态度。

## 个人生活
他是一名公开的同性恋者，长期以来致力于反对同性恋欺凌与暴力。自1997年以来，他一直与男性朋友戈尔卡·戈麦斯同居，自2005年7月西班牙同性婚姻合法化后，他们就结婚了。

## 出版物
- Fernando Grande-Marlaska. . Grupo Planeta. 2016. ISBN 9788434424418 （西班牙语）.